# Konrad Kleinschmidt
Johann Konrad Kleinschmidt (29. prosince 1768, Oberdorla – 23. prosince 1832, Friedrichstal) byl německý misionář Moravských bratří, který jako první přeložil Starý zákon a Nový zákon do grónštiny.

## Životopis
Konrad Kleinschmidt byl synem tkalce punčoch Emanuela Kleinschmidta (1723–1786) a jeho ženy Marie Bombergové. V roce 1775 se s rodiči přestěhoval do Neudietendorfu, kde rodina na doporučení dolnodorlatského lékaře Sternbecka vstoupila do služeb Moravských bratří.
V roce 1793 byl vyslán do Grónska, kde zpočátku působil jako pomocník v misijní stanici Neu-Herrnhut. Naučil se grónský jazyk a byl považován za nadaného misionáře. Dne 25. června 1800 se oženil s Annou Margrethe Hammeleffovou (1772–1812), Dánkou, dcerou majitele statku Anderse Hanse Christiansena (1732–1789) a jeho manželky Cathriny Margrethy Bertelsdatterové, jež do Grónska dorazila nedlouho předtím dne18. května. Z manželství se narodily nejprve děti Maria Luise (1801–?), Carolina Margaretha (1803–?) a Friederich Imanuel (1806–?). Kolem roku 1807 byl Konrad Kleinschmidt zřejmě přeložen na misijní stanici Lichtenfels, kde se narodily děti Catharina Elisabeth (1808–? ) a Hanna Berthelina (1812). Jeho manželka Anna Margrethe zemřela v květnu 1812 po porodu jejich posledního dítěte, jež o dva měsíce později rovněž zemřelo. Poté, o několik měsíců později, odcestoval Konrad Kleinschmidt se svými třemi dětmi lodí do Leithu ve Skotsku na ozdravný pobyt – dcera Catharina Elisabeth pravděpodobně krátce předtím zemřela.
Dne 3. května 1813 se Konrad Kleinschmidt v Edinburghu oženil s Dánkou Christinou Petersenovou (1780–1853); ta byla dcerou majitele farmy Petera Christensena (asi 1749–1822) a  jeho manžeky Anne (roz. Juelsdatterové, asi 1742–1820). O tři týdny později se vrátil do Grónska a děti z prvního manželství nechal v Evropě. V misijní stanici Lichtenau se roku 1814 narodil syn Samuel Petrus (1814–1886), později se narodily dcery Cornelia Benigna a Anne Elisabeth Sophia; syn Daniel Jobst (1821–1822) se nedožil druhého roku. V této době Konrad Kleinschmidt přeložil velké části Starého zákona a také celý Nový zákon, který byl vydán roku 1823.
V roce 1824 odcestoval ještě dále na jih a založil misijní stanici Friedrichstal. V roce 1828 měl nový sbor již přes 300 členů. Konrad Kleinschmidt zemřel ve Friedrichstalu v roce 1832 ve věku 63 let.